# El Guajuco
El Guajuco är en ort i Mexiko.   Den ligger i kommunen Centla och delstaten Tabasco, i den sydöstra delen av landet, 700 km öster om huvudstaden Mexico City. El Guajuco ligger 8 meter över havet och antalet invånare är 345.
Terrängen runt El Guajuco är mycket platt. Havet är nära El Guajuco norrut. Runt El Guajuco är det ganska glesbefolkat, med 32 invånare per kvadratkilometer. Närmaste större samhälle är Gobernador Cruz, 0,94 km sydväst om El Guajuco. Omgivningarna runt El Guajuco är en mosaik av jordbruksmark och naturlig växtlighet.